# Alfa Romeo 184T
Alfa Romeo 184T byl vůz Formule 1, který používal tým Alfa Romeo v sezónách 1984 a 1985.
Vůz nesl barvy hlavního sponzora týmu, italské módní společnosti Benetton.

## Design
Vůz měl 1,5 l V8 turbo motor, který byl vypsán na 680 koňských sil (507 kW) při 10 700 otáčkách za minutu. Jednalo se o první design Maria Tollentina pro Formuli 1 a používal motor Alfa Romeo 890T.
Když byl v sezóně 1983 představen motor 890T, měl výkon srovnatelný s turbomotory BMW, Renault a Ferrari. Vedoucí jezdec Andrea de Cesaris dokázal bojovat s rychlejšími vozy, zatímco spotřeba paliva nebyla faktorem, protože bylo povoleno tankovat během závodu. V sezóně 1984 však vůz 890T zaostával za svými soupeři, zatímco nové předpisy o palivu omezovaly vozy na pouhých 220 litrů na závod.

## Shrnutí sezón

### 1984: 184T
Vůz dosáhl celkem 11 bodů, které všechny posbíral v sezóně 1984. Nejlepším závodem vozu byla Grand Prix Itálie, kde Riccardo Patrese skončil na 3. místě, na úkor týmového kolegy Eddieho Cheevera, protože Američan se držel třetí, ale došlo mu palivo. Nové předpisy týkající se paliva učinily vozy Alfy většinou nekonkurenceschopné v závodech, protože motor byl náročný na spotřebu paliva. Nedostatek výkonu také způsobil, že Patrese i Cheever museli tlačit své vozy 184T tvrději, jen aby se pokusili zůstat v kontaktu se soupeři (častěji to byla prohraná bitva) a většina vyřazení vozu 184T byla způsobena nespolehlivostí motoru, který produkoval rychlejší chod, nebo vozům prostě došlo palivo.

### 1985: 184 TB

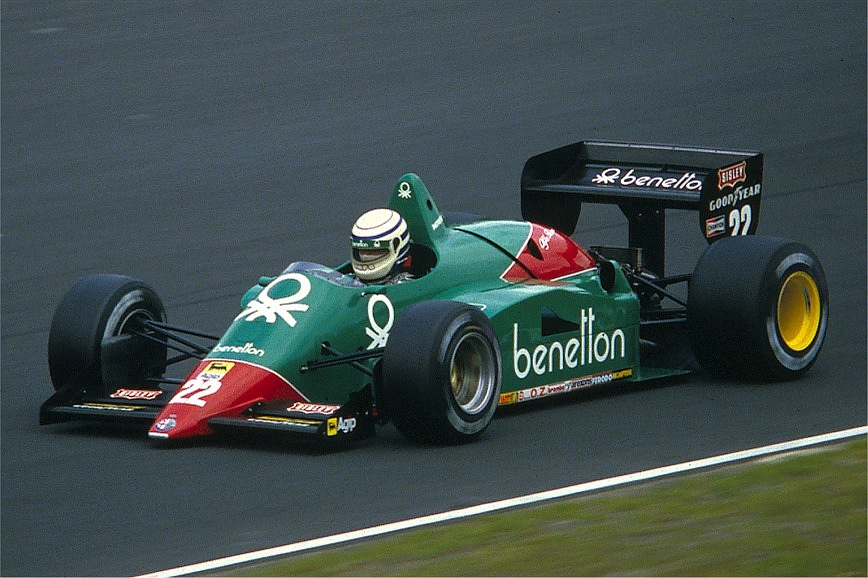
Riccardo Patrese řídící vůz 184TB na Nürburgringu v roce 1985.

Vůz 184T byl nahrazen pro sezónu 1985 verzí 185T, ale tato verze se ukázala jako nekonkurenceschopná, tak byl vůz 184T aktualizován podle předpisů pro sezónu 1985 a byl nazván 184TB. Verze 184TB se stala posledním vozem Alfy Romeo, který závodil ve Formuli 1, dokud se výrobce nevrátil do tohoto sportu s vozem C38 v sezóně 2019.

## Kompletní výsledky ve Formuli 1
| Legenda k tabulce | Legenda k tabulce                                                                       |
| Barva             | Výsledek                                                                                |
| ----------------- | --------------------------------------------------------------------------------------- |
| Zlatá             | Vítěz                                                                                   |
| Stříbrná          | 2. místo                                                                                |
| Bronzová          | 3. místo                                                                                |
| Zelená            | Bodované umístění                                                                       |
| Modrá             | Nebodované umístění                                                                     |
| Modrá             | Dokončil neklasifikován (NC)                                                            |
| Fialová           | Odstoupil (Ret)                                                                         |
| Červená           | Nekvalifikoval se (DNQ)                                                                 |
| Červená           | Nepředkvalifikoval se (DNPQ)                                                            |
| Černá             | Diskvalifikován (DSQ)                                                                   |
| Bílá              | Nestartoval (DNS)                                                                       |
| Bílá              | Závod zrušen (C)                                                                        |
| Světle modrá      | Pouze trénoval (PO)                                                                     |
| Světle modrá      | Páteční testovací jezdec (TD)                                                           |
| Bez barvy         | Netrénoval (DNP)                                                                        |
| Bez barvy         | Vyřazen (EX)                                                                            |
| Bez barvy         | Nepřijel (DNA)                                                                          |
| Bez barvy         | Odvolal účast (WD)                                                                      |
| Bez barvy         | Nezúčastnil se (prázdné)                                                                |
| Označení          | Význam                                                                                  |
| Tučnost           | Pole position                                                                           |
| Kurzíva           | Nejrychlejší kolo                                                                       |
| †                 | Jezdec nedojel do cíle, ale byl klasifikován, protože odjel více než 90 % délky závodu. |
| ‡                 | Byl udělován poloviční počet bodů, protože bylo odjeto méně než 75 % délky závodu.      |
| Horní index       | Umístění bodujících jezdců ve sprintu                                                   |

| Rok  | Tým              | Motor                 | Pneumatiky | Jezdci           | 1   | 2   | 3   | 4   | 5   | 6   | 7   | 8   | 9   | 10  | 11  | 12  | 13  | 14  | 15  | 16  | Body | Umístění |
| ---- | ---------------- | --------------------- | ---------- | ---------------- | --- | --- | --- | --- | --- | --- | --- | --- | --- | --- | --- | --- | --- | --- | --- | --- | ---- | -------- |
| 1984 | Alfa Romeo 184T  | Alfa Romeo 890T V8 tc | G          |                  | BRA | RSA | BEL | SMR | FRA | MON | CAN | DET | DAL | GBR | GER | AUT | NED | ITA | EUR | POR | 11   | 8. místo |
| 1984 | Alfa Romeo 184T  | Alfa Romeo 890T V8 tc | G          | Riccardo Patrese | Ret | 4   | Ret | Ret | Ret | Ret | Ret | Ret | Ret | 12  | Ret | 10  | Ret | 3   | 6   | 8   | 11   | 8. místo |
| 1984 | Alfa Romeo 184T  | Alfa Romeo 890T V8 tc | G          | Eddie Cheever    | 4   | Ret | Ret | 7   | Ret | DNQ | 11  | Ret | Ret | Ret | Ret | Ret | 13  | 9   | Ret | 17  | 11   | 8. místo |
| 1985 | Alfa Romeo 184TB | Alfa Romeo 890T V8 tc | G          |                  | BRA | POR | SMR | MON | CAN | DET | FRA | GBR | GER | AUT | NED | ITA | BEL | EUR | RSA | AUS | 0    | NC       |
| 1985 | Alfa Romeo 184TB | Alfa Romeo 890T V8 tc | G          | Riccardo Patrese |     |     |     |     |     |     |     |     | Ret | Ret | Ret | Ret | Ret | 9   | Ret | Ret | 0    | NC       |
| 1985 | Alfa Romeo 184TB | Alfa Romeo 890T V8 tc | G          | Eddie Cheever    |     |     |     |     |     |     |     | Ret | Ret | Ret | Ret | Ret | Ret | 11  | Ret | Ret | 0    | NC       |